# Nana Hedin
Nana Hedin (Na N és Nana d'Aquini művészneveken is) (Eskilstuna, Södermanland tartomány, 1968. május 24. –) svéd énekesnő, háttérénekesnő.

## Karrierje
Hedin Eskilstunában született, Södermanland megyében, Svédországban. Karrierje a 80-as évek végén indult, amikor Dr. Alban és Stakka Bo slágereiben vokálozott. 1994 és 2004 között az E-Type együttes több slágerében is ő énekelt. Többek között a This is the Way és Set the World on Fire című dalokban, de közreműködött a Denniz Pop producer együtteseinek és szólistáinak dalaiban is, többek között Céline Dion, Britney Spears és az Ace of Base.
Hedin többször is együtt turnézott Jonas Gardell komikussal.

## Betegsége
2009-ben Hedinnél rákot diagnosztizáltak. Később honlapján angol és svéd nyelven pénzadományozással kapcsolatos információk jelentek meg, majd 2012 augusztus és októbere között a saját weboldala nem volt elérhető, és jelenleg is offline. 2018 januárjában Hedin a Twitteren közölte rajongóival, hogy legyőzte a betegséget, és ismét aktívan dolgozik.

## Diszkográfia
- FAME 2000 (kislemez)
- It's Raining Men (2004) (kislemez)
- Wherever You Go (2005) (kislemez)

## Közreműködő előadóként[3]
- Five
  - Slam Dunk Da Funk
  - Five 1998
- A*Teens
  - Half Way Around the World 2001
- Ace of Base
  - Flowers (album) 1998
  - Life is a Flower
- Amadin
  - Take Me Up (Alrabaiye) 1993
  - U Make Me Feel Alright
- Ardis Fagerholm
  - Love Addict (album) 1994
- Aqua
  - Aquarius (album) 2000
  - Cartoon Heroes 2000
  - Around The World 2000
  - We Belong To The Sea 2000
  - Back From Mars
  - Freaky Friday
  - Good Guys
  - Goodbye To The Circus 
  - Halloween
- Britney Spears
  - Baby One More Time
  - Oops!...I Did It Again
  - (You Drive Me) Crazy
  - Born to Make You Happy
  - Stronger
  - Bombastic Love
  - Don't Go Knockin' On My Door
  - Baby One More Time (album) 1999
  - Oops!...I Did It Again (album) 2000
  - Britney (album) 2001
- Céline Dion
  - That's The Way It Is
  - I'm Alive
  - New Day Has Come (album) 2002
  - One Heart (album) 2003
  - On ne change pas 2005
  - The Greatest Reward
  - Coulda Woulda Shoulda
  - Tous Les Secrets
- Dana Dragomir
  - PanDana (album) 1995
- DJ Bobo
  - World in Motion (album) 1996
  - For Now And Forever
- Dr. Alban
  - Look Who's Talking 1994
  - Away From Home 1994
  - Let The Beat Go On 1994
- E-Type
  - Made In Sweden (album) 1994
    - Do You Always
    - Me No Want Miseria
    - Set the World on Fire
    - This is the Way
    - Fight It Back
    - Until the End
    - Will I See You Again

  - The Explorer (album) 1996
    - Calling Your Name
    - Back in the Loop
    - I Just Wanna Be With You
    - Free Like a Flying Demon
    - Forever Wild
    - I'm Not Alone

  - Last Man Standing (album) 1998
    - Angels Crying
    - Here I Go Again
    - Hold Your Horses
    - I'm Flying
    - Morning Light
    - I'll Find A Way
    - So Far Away

  - Euro IV Ever (album) 2001
    - Life
    - Africa
    - Arabian Star
    - When I Close My Eyes
    - Time
    - No More Tears

  - Loud Pipes Save Lives (album) 2004
    - Paradise
    - Far Up In The Air
    - Forever More
- Elephant & Castle
  - DJ Keep This Feeling
- Flexx
  - Wake Up 1993
- Garou
  - One Woman Man 2003
- Gary Barlow
  - SuperHero
  - For All That You Want
  - Twelve Months Eleven Days (album)
- Herbie
  - I Believe 1995
- Papa Dee
  - First Cut is The Deepest
  - Just Let the Music
  - The Journey (album) 1995
  - The Tide is High
- Luciano Pavarotti & Friends
  - Pavarotti & Friends for Cambodia & Tibet
- Safe
  - Love is All We Need 1995
- Stakka Bo
  - Down the Drain 1993
  - Here We Go 1993
  - Living it Up
  - Supermarket (album) 1993